# Soyuz TM-20

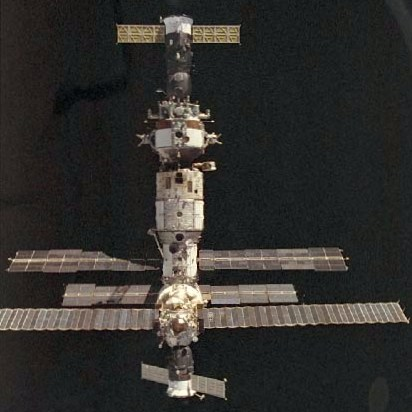
A Soyuz TM-20 vista acoplada no topo da estação Mir.

Soyuz TM-20 foi  a 20ª missão à estação espacial russa Mir. A cosmonauta Yelena Kondarova foi a primeira mulher a fazer uma viagem espacial de longa duração, passando cinco meses a bordo da estação.

## Tripulação
Lançados
| Posição                | Cosmonauta           | Duração          | Pousou na   |
| ---------------------- | -------------------- | ---------------- | ----------- |
| Comandante             | Alexander Viktorenko | 169d 05h 21m 20s | Soyuz TM-20 |
| Engenheira de voo      | Yelena Kondakova     | 169d 05h 21m 20s | Soyuz TM-20 |
| Cosmonauta-pesquisador | Ulf Merbold          | 31d 12h 35m 55s  | Soyuz TM-19 |

Aterrissaram
| Posição                | Cosmonauta           | Duração          | Lançou na   |
| ---------------------- | -------------------- | ---------------- | ----------- |
| Comandante             | Alexander Viktorenko | 169d 05h 21m 20s | Soyuz TM-20 |
| Engenheira de voo      | Yelena Kondakova     | 169d 05h 21m 20s | Soyuz TM-20 |
| Cosmonauta-pesquisador | Valeri Polyakov      | 437d 17h 58m 17s | Soyuz TM-18 |

## Parâmetros da Missão
- Massa: 7 170 kg
- Perigeu: 200 km
- Apogeu: 249.6 km
- Inclinação: 51.65°
- Período: 88.7 minutos

## Pontos altos da missão
A nave transportou 10 kg de equipamentos para uso de Merbold no programa Euromir da ESA, com 94 experimentos incluídos. Durante a aproximação automática ao porto anterior da Mir, a nave agiu imprevisivelmente. Viktorenko completou uma aterrissagem manual, sem nenhum outro incidente.